# Frans Bonduel
Frans Bonduel (26. september 1907 – 25. februar 1998) var en belgisk landevejscykelrytter.